# Emma Green
Emma Anna-Maria Green Tregaro (Göteborg, 8 dicembre 1984) è un'ex altista svedese, medaglia di bronzo ai Mondiali 2005 di Helsinki.

## Biografia
Oltre all'attività nel salto in alto, a livello nazionale ha disputato anche i 100 e 200 m piani, il salto in lungo e il salto triplo. È stata anche una delle componenti della staffetta 4×100 m svedese.

### I primi successi (2005-2009)
Nel 2005, dopo l'argento vinto ai campionati europei under 23 di Erfurt, prende parte ai mondiali di Helsinki. Pur essendo una delle prime partecipazioni a competizioni internazionali assolute, è riuscita a conquistare la medaglia di bronzo con il suo primato personale ad 1,96 metri, alle spalle della connazionale Kajsa Bergqvist e della statunitense Chaunté Lowe.
Il 23 febbraio 2008, a Malmö, ha siglato il suo primato personale indoor a 1,98 metri.

### L'affermazione internazionale (2010-2013)
Il 1º agosto 2010, ha realizzato il suo personale all'aperto saltando 2,01 metri vincendo la medaglia d'argento ai campionati europei di Barcellona.
Nel settembre ha preso parte alla Coppa continentale a Spalato, quale rappresentante della squadra europea, concludendo al secondo posto alla spalle della sola Blanka Vlašić.
Dopo l'undicesima posizione ai mondiali di Taegu 2011, nel 2012 ha vinto un altro bronzo europeo, nell'edizione di Helsinki.
Nel marzo 2013 è riuscita a vincere la medaglia di bronzo, con la misura di 1,96 m, ai campionati europei indoor di Göteborg.
Nel mese di agosto ha preso parte ai mondiali di Mosca terminando quinta con un salto a 1,97 metri.
Al termine delle tre stagioni 2010, 2011 e 2013 riuscirà a concludere terza nella classifica della Diamond League.

### I problemi fisici ed il ritiro (2014-2017)
Nel 2014 prende parte ai campionati mondiali indoor di Sopot, dove raggiunge la quinta posizione.
Tornata alle competizioni dopo un infortunio al tendine d'achille che la aveva tenuta lontana dalle competizioni per alcuni mesi, ai campionati europei a Zurigo termina la gara in nona posizione non riuscendo a ripetere le ottime prestazioni ottenute nelle due precedenti edizioni.
Nel 2015, a causa del riacutizzarsi dei problemi al tendine d'achille, non parteciperà ad alcuna competizione. Il 28 ottobre dello stesso anno, ha annuncia la separazione dal suo allenatore Yannick Tregaro, decidendo di affidarsi alla guida tecnica Per Tedenrud.
Il 12 febbraio 2016, a Toruń, ritorna alle gare con un miglior salto di 1,87 m, ma a causa di nuovi problemi al tendine d'achille dovette interrompere la stagione agonistica rinunciando anche ai Giochi Olimpici di Rio de Janeiro 2016.
A fine dell'anno ha annunciato, sul suo sito internet, che finirà la sua carriera dopo la stagione 2017.
La sua ultima presenza in nazionale sarà ai campionati europei indoor di Belgrado dove concluderà diciannovesima con 1,86 metri.

## Record personali

### Outdoor
- 60 metri piani: 7"52 - ( Göteborg, 11 dicembre 2005)
- 100 metri piani: 11"58 - ( Doha, 11 maggio 2006)
- 200 metri piani: 23"02 - ( Malaga, 29 giugno 2006)
- 400 metri piani: 54"95 - ( Malmö, 22 agosto 2006)
- Salto in alto: 2,01 m - ( Barcellona, 1º agosto 2010)
- Salto in lungo: 6,41 m ( Helsingborg, 21 agosto 2005)
- Salto triplo: 13,39 m - ( Vaasa, 23 giugno 2007)

### Indoor
- 60 metri piani: 7"42 - ( Göteborg, 18 febbraio 2006)
- Salto in alto: 1,98 m - ( Malmö, 23 febbraio 2008)
- Salto triplo: 13,69 m - ( Sätra, 26 febbraio 2006)

## Palmarès
| Anno | Manifestazione    | Sede       | Evento        | Risultato | Misura | Note                                     |
| ---- | ----------------- | ---------- | ------------- | --------- | ------ | ---------------------------------------- |
| 2002 | Mondiali juniores | Kingston   | Salto in alto | 9ª        | 1,80 m |                                          |
| 2003 | Europei juniores  | Tampere    | Salto in alto | Bronzo    | 1,86 m |                                          |
| 2005 | Europei indoor    | Madrid     | Salto in alto | 8ª        | 1,89 m |                                          |
| 2005 | Europei under 23  | Erfurt     | Salto in alto | Argento   | 1,92 m |                                          |
| 2005 | Mondiali          | Helsinki   | Salto in alto | Bronzo    | 1,96 m |                                          |
| 2006 | Mondiali indoor   | Mosca      | Salto in alto | 14ª       | 1,90 m |                                          |
| 2006 | Europei           | Göteborg   | Salto in alto | 11ª       | 1,92 m | Miglior prestazione personale stagionale |
| 2006 | Europei           | Göteborg   | 4x100 m       | 5ª        | 44"16  |                                          |
| 2007 | Mondiali          | Osaka      | Salto in alto | 7ª        | 1,94 m | Miglior prestazione personale stagionale |
| 2008 | Mondiali indoor   | Valencia   | salto in alto | 13ª       | 1,86 m |                                          |
| 2008 | Olimpiadi         | Pechino    | Salto in alto | 6ª        | 1,96 m | Miglior prestazione personale stagionale |
| 2009 | Mondiali          | Berlino    | Salto in alto | 6ª        | 1,96 m | Miglior prestazione personale stagionale |
| 2010 | Mondiali indoor   | Doha       | Slato in alto | 5ª        | 1,94 m |                                          |
| 2010 | Europei           | Barcellona | Salto in alto | Argento   | 2,01 m | Miglior prestazione personale            |
| 2011 | Mondiali          | Taegu      | Salto in alto | 10ª       | 1,89 m |                                          |
| 2012 | Mondiali indoor   | Istanbul   | Salto in alto | 9ª        | 1,92 m |                                          |
| 2012 | Europei           | Helsinki   | Salto in alto | Bronzo    | 1,92 m |                                          |
| 2012 | Olimpiadi         | Londra     | Salto in alto | 7ª        | 1,93 m | Miglior prestazione personale stagionale |
| 2013 | Europei indoor    | Göteborg   | Salto in alto | Bronzo    | 1,96 m | Miglior prestazione personale stagionale |
| 2013 | Mondiali          | Mosca      | Salto in alto | 4ª        | 1,97 m | Miglior prestazione personale stagionale |
| 2014 | Mondiali indoor   | Sopot      | Salto in alto | 5ª        | 1,94 m |                                          |
| 2014 | Europei           | Zurigo     | Salto in alto | 9ª        | 1,90 m |                                          |
| 2017 | Europei indoor    | Belgrado   | Salto in alto | 19ª (q)   | 1,86 m |                                          |

## Campionati nazionali

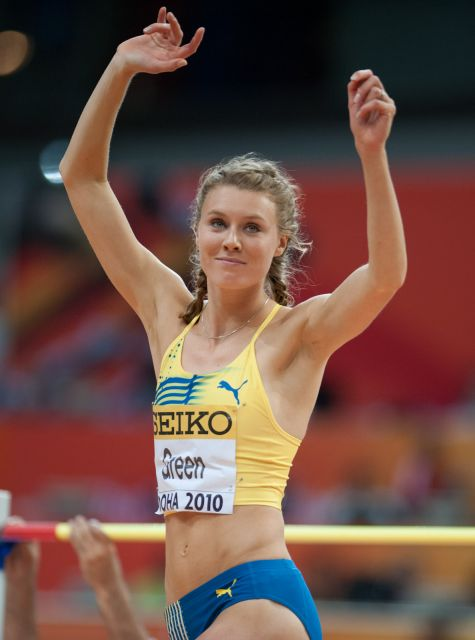
Emma Green ai mondiali indoor di Doha 2010.

- 8 volte campionessa nazionale salto in alto (2005, 2007, 2008, 2009, 2010, 2011, 2013, 2014)
- 1 volta nel salto in lungo (2005)
- 9 volte nel salto in alto indoor (2004, 2005, 2006, 2007, 2008, 2010, 2013, 2014, 2017)

## Attività extra-sportive e vita privata
Il 12 marzo 2011 si è sposata con il suo allenatore Yannick Tregaro, già tecnico di Kajsa Bergqvist e Christian Olsson. Mei primi mesi del 2014 la coppia annuncia il divorzio.

### Diritti LGTB
Ai campionati del mondo di atletica leggera di Mosca 2013 si è smaltata le unghie con i colori della bandiera arcobaleno, per protestare contro l'approvazione di leggi omofobe da parte del parlamento russo e caldeggiate dal Presidente della Federazione Russa Vladimir Putin, in particolare contro quella che proibisce la propaganda gay in presenza di minorenni.
Nei giorni successivi, durante una conferenza stampa, Elena Isinbaeva ha avuto modo di criticare apertamente l'azione dell'atleta svedese, schierandosi anche a favore delle leggi promulgate dal parlamento russo. In seguito alla polemica che ne è scaturita il Comitato Olimpico Svedese ha invitato i propri atleti a non svolgere questo tipo di azioni ai XXII Giochi olimpici invernali di Soči.